# Alessandro Marchesini
Alessandro Marchesini (Verona, 30 aprile 1663 – Verona, 27 gennaio 1738) è stato un pittore italiano.

## Biografia

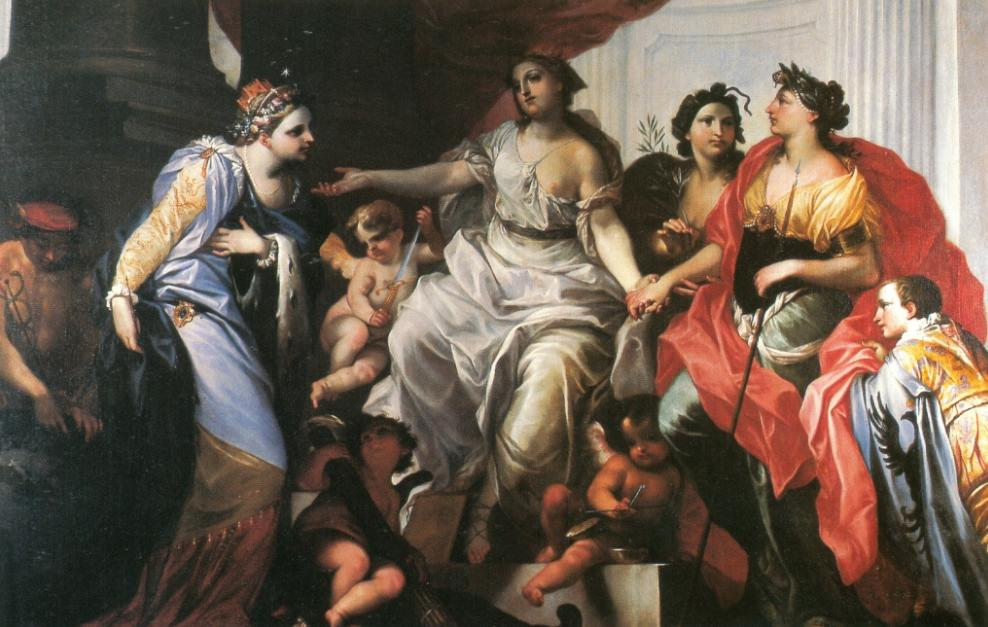
Giustizia e Pace - Alessandro Marchesini

Alessandro Marchesini figlio di Francesco, incisore del marmo e architetto,  e di Elisabetta Bottacin, nacque a Verona nella contrada di San Michele alla Porta, e battezzato il 6 maggio nella chiesa dei Santi Apostoli con il nome di Alexander Jacobus .
Indirizzato alla pittura dal fratello Marco fu giovanissimo allievo di Biagio Falcieri e di Felice Cignani,  mandato a Bologna a soli 17 anni per proseguire negli studi sotto la guida di Carlo Cignani.

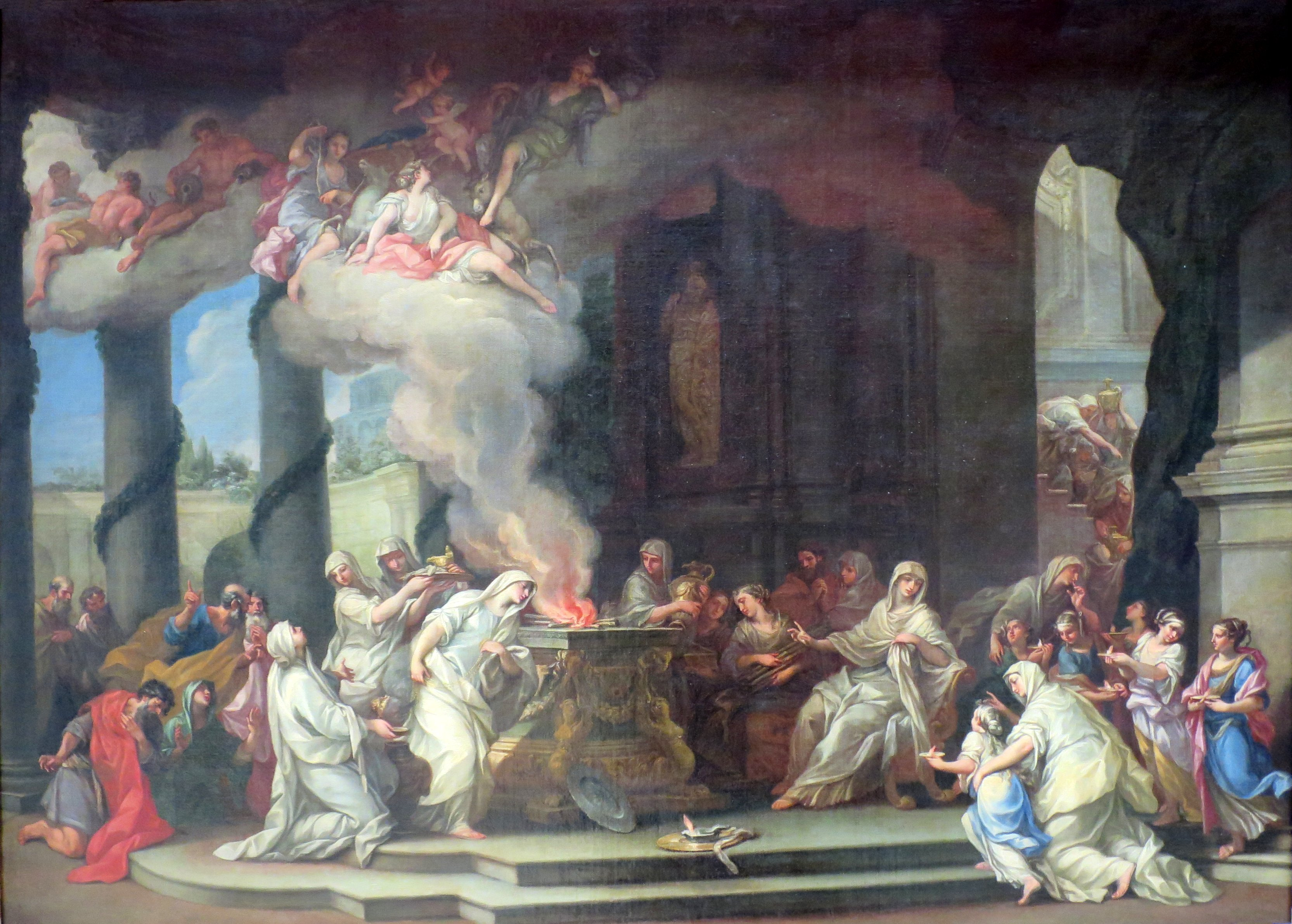
Alessandro Marchesini - Dedication of a New Vestal Virgin - WGA14054

La sua prima commissione del 1687, riguardò la Chiesa di San Domenico in Verona che aveva subito danni causa un incendio, al Marchesini l'incarico di affrescare il soffitto con le scene di san Domenico e di santa Caterina da Siena e qui risultò evidente il suo stile veneto-emiliano, quello che poi prese il nome di  corrente bolognesizzante.
Gli ultimi anni del XVII secolo furono per Marchesini intensi di commissioni, sia per alcune chiese che per palazzi, ma è proprio di questi anni il suo trasferirsi con la famiglia a Venezia, dopo che la realizzazione della pittura Galatea, era stata criticata, il suo lavoro giudicato come pittura da sole femmine; e a Venezia incontrò una committenza diversa, l'incontro con Stefano Conti avvenuto nel 1705, importante collezionista d'arte, lo portò a modificare la destinazione del suo lavoro. Iniziò a dipingere numerosissime opere per il mercato estero soprattutto tedesco e quello collezionista di soggetti mitologici di piccolo formato.
Vi è documentato un intenso rapporto epistolare tra l'artista e Stefano Conti, e nel 1707 sembra che fossero ben undici le tele presenti nella galleria del collezionista, contatti che poi si persero e ripresero in anni successivi, in questa corrispondenza rimane di lui una lettera indirizzata al collezionista quale raccomandazione di due giovani pittore il Giovanni Antonio Canal che recita: Antonio Canal stordisce universalmente ognuno che ammira le sue opere perché si vede lucer dentro il sole datata luglio 1725 e il Marco Ricci.
Nei primi anni del '700 risulta maestro d'arte del giovane veronese Carlo Salis.
Il suo ritorno a Verona avvenne nel 1737 in quella casa che era stata abitazione del pittore Odoardo Perini .

## Opere
Elenco di alcune delle sue opere :
- Soluzione di una controversia fra una città del Sud ed una del Nord.palazzo Mercantile di Bolzano
- 1687Affresco volta San Domenico chiesa di San Domenico Verona.
- 1692 Il Giona esce dalla balena olio su tela, dimensioni 170x150. Chiesa di San Nicolò Verona
- 1694 pala d'altare, originale firmato, Santa Chiara nell'atto di proteggere la Valpolicella, olio su tela dimensioni 223 x 301 cm. Chiesa dell'ara San Pietro in Cariano
- 1696 Assunzione della Vergine di San Biagio Breonio, chiesa dei Santi Giovanni e Marziale
- 1699 Un'Adorazione dei pastori Palazzo Scaligero Verona Cappella dei notai;
- San Pietro in Cattedra  Chiesa di San Pietro Marcellise;
- Flora  Leoni Montanari Vicenza;
- 1710 Nuove vestali vergini  olio su tela, dimensione 118x 169 cm Ermitage San Pietroburgo; proveniente dal Stroganov Palace Museum, Leningrad 1926.
- L'Adoration des Rois Museo del Louvre;
- Madonna in gloria e San Felice da Cantalice Museo Renato Raffaelli Dantuario di Sant'Antonio Gemona del Friuli;
- Sacrificio d'Ifigenia e Ifigenia in Tauridedue olio su tela dimensione 99,50 x 114,30 cm.venduti all'asta Christie's Milano il 22 maggio 2007;
- The Sacrifice of Noah dimensione 80,00 x 104,40 cmAsta Christieìs del 20 ottobre 2008
- Cleopatra dimensione 103,00 x 85,00 cm. Asta Farsetti aste Prato 7 novembre 2008;
- Flora o l'allegoria della primavera e Ceres o l'allegoria della estate Olio su tela, dimensione 60,50x48,50 cm.venduto asta Hamperl arte Munich;
- La Sainte Famille dimensioni 177,00 x 131,00 cm.asta Tajan Parigi 19 ottobre 2005;
- Gesù e i due fanciulli collezione Molinari Pradelli;
- La Partenza di Enea da Cartaginedimensione 24,00 x 46,00 cm.asta Porro & C; 9 maggio 2007 Milano;
- 1710 Non date scandalo ai fanciulli e Lasciate che i fanciulli vengano a me dimensioni 100x133 cm asta Porro & C. 2004 Milano.